# Prémanon
 Prémanon  es una comuna y población de Francia, en la región de Franco Condado, departamento de Jura, en el distrito de Saint-Claude y cantón de Morez.
Su población en el censo de 1999 era de 664 habitantes.
Está integrada en la Communauté de communes de la Station des Rousses .

## Demografía
| 251 | 284 | 315 | 320 | 606 | 664 |
| Para los censos de 1962 a 1999 la población legal corresponde a la población sin duplicidades (Fuente: INSEE [Consultar]) |     |     |     |     |     |

- Datos: Q764190
- Multimedia: Prémanon / Q764190

1. ↑  INSEE, Datos de población para el año 2012 de Prémanon (en francés).